# یارواکاندی
یارواکاندی (به لاتین: Järvakandi) یک شهرک در استونی است که در شهرستان رپلا واقع شده‌است. یارواکاندی ۴٫۸۳ کیلومتر مربع مساحت و ۱٬۳۷۵ نفر جمعیت دارد.